# Ottmar Mergenthaler
Ottmar Mergenthaler (11. května 1854, Hachtel – 28. října 1899, Baltimore) byl hodinář a vynálezce prvního prakticky použitelného sázecího stroje Linotype.

## Význam vynálezu

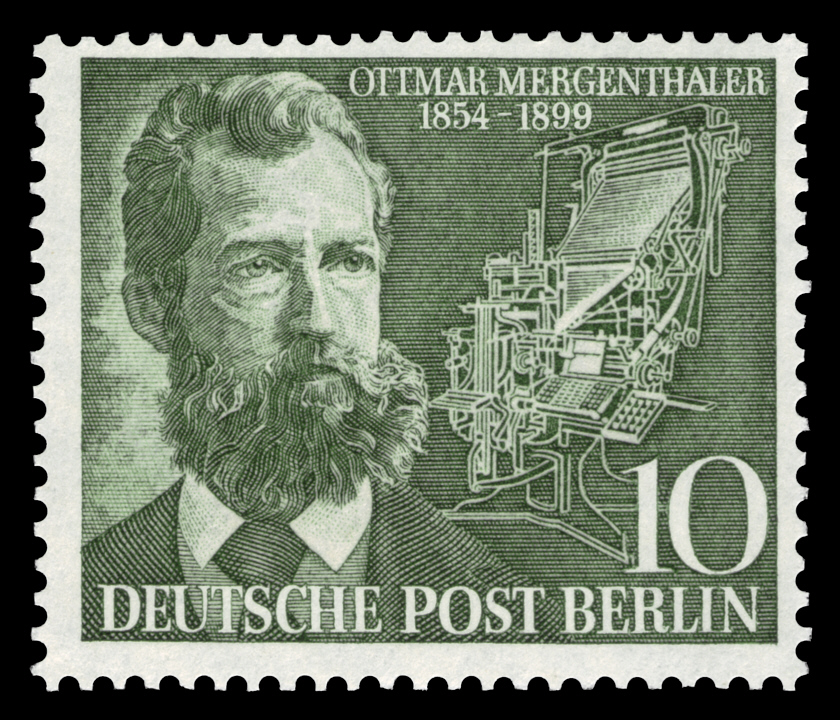
Poštovní známka vydaná v roce 1954 Deutsche Post k stému výročí narození Ottmara Mergenthalera

Se strojem Linotype začala v roce 1884 nová éra v technice tisku. Tiskoviny a knihy mohly být tištěny rychleji a levněji. Například náklad amerických novin během krátkého období vzrostl z 3,6 miliónů výtisků na 33 miliónů.
Ottmar Mergenthaler byl za svůj epochální vynález uveden do americké „National Inventors Hall of Fame“.
Mergenthaler, Friedrich Wilhelm von Steuben a Carl Schurz jsou považováni za nejdůležitější přistěhovalce z Německa, kteří se podíleli na dějinách USA.